# Ibicaré
Ibicaré es un municipio brasileño del estado de Santa Catarina. Tiene una población estimada al 2022 de 3 269 habitantes. Forma parte de la Región metropolitana de Contestado. Ibicaré tiene el título de la Capital del Rodeo de Santa Catarina.

## Historia
La colonización de la localidad comenzó a principios del Siglo XX, pobladores de origen luso-brasileño. El pueblo era conocido como “Barra do São Bento”.
Los primeros inmigrantes se establecieron entre 1926 y 1930, principalmente por gauchos descendientes de alemanes. Distrito de Joaçaba, se emancipó el 1 de mayo de 1962.
La base económica municipal es la agricultura y la ganadería porcina.